# Kapetan Amerika
Kapetan Amerika je izmišljeni lik, superjunak koji se pojavljuje u stripovima u izdanju Marvel Comicsa. Lik se prvi put pojavio u Captain America Comics # 1 u ožujku 1941. u izdanju Timely Comicsa, preteče Marvel Comicsa, a stvorili su ga Joe Simon i Jack Kirby. Procjenjuje se da je do 2007. prodano 210 milijuna primjeraka stripova Kapetan Amerika u 75 zemalja svijeta. U gotovo svim inačicama lika, Kapetan Amerika je alter ego Stevea Rogersa, nježnog mladića koji je pojačan do vrhunca ljudskog savršenstva pomoću eksperimentalnog seruma kako bi se pomoglo ratnim naporima Sjedinjenih Država. Kapetan Amerika nosi kostim koji je dizajniran po uzoru na američku zastavu, a naoružan je neuništivim štitom koji može biti bačen kao oružje.
Namjerno stvoren domoljubni junak koji je često prikazivan u borbi protiv sila Osovine u Drugom svjetskom ratu, Kapetan Amerika je bio najpopularniji lik Timely Comicsa tijekom ratnog razdoblja. Nakon što je rat završio, popularnost lika je oslabila i on je nestao do 1950. osim jednog lošeg pokušaja preporoda 1953. Kapetan Amerika je obnovljen u Marvel Comicsu tijekom „Srebrnog doba stripova“, kada je probuđen iz zamrznutosti od strane grupe superjunaka poznatih kao Osvetnici u The Avengers # 4 (ožujak 1964). Od tada, Kapetan Amerika često je predvodio grupu.
Kapetan Amerika je bio prvi Marvelov lik koji adaptiran u drugom mediju s izdavanjem filmskog serijala Captain America 1944. Od tada, lik se pojavio u nekoliko drugih filmova i televizijskih serija, uključujući i Kapetan Amerika: Prvi osvetnik iz 2011., Osvetnici iz 2012., Kapetan Amerika: Ratnik zime iz 2014., i Osvetnici 2: Vladavina Ultrona, gdje ga je glumio Chris Evans, koji će ulogu ponoviti i u Kapetan Amerika: Građanski rat i Osvetnici: Rat beskonačnosti. Kapetan Amerika nalazi se na šestom mjestu na IGN-ovom popisu 100 najboljih strip junaka.